# Bångska palatset
Ej att förväxla med Bångska huset

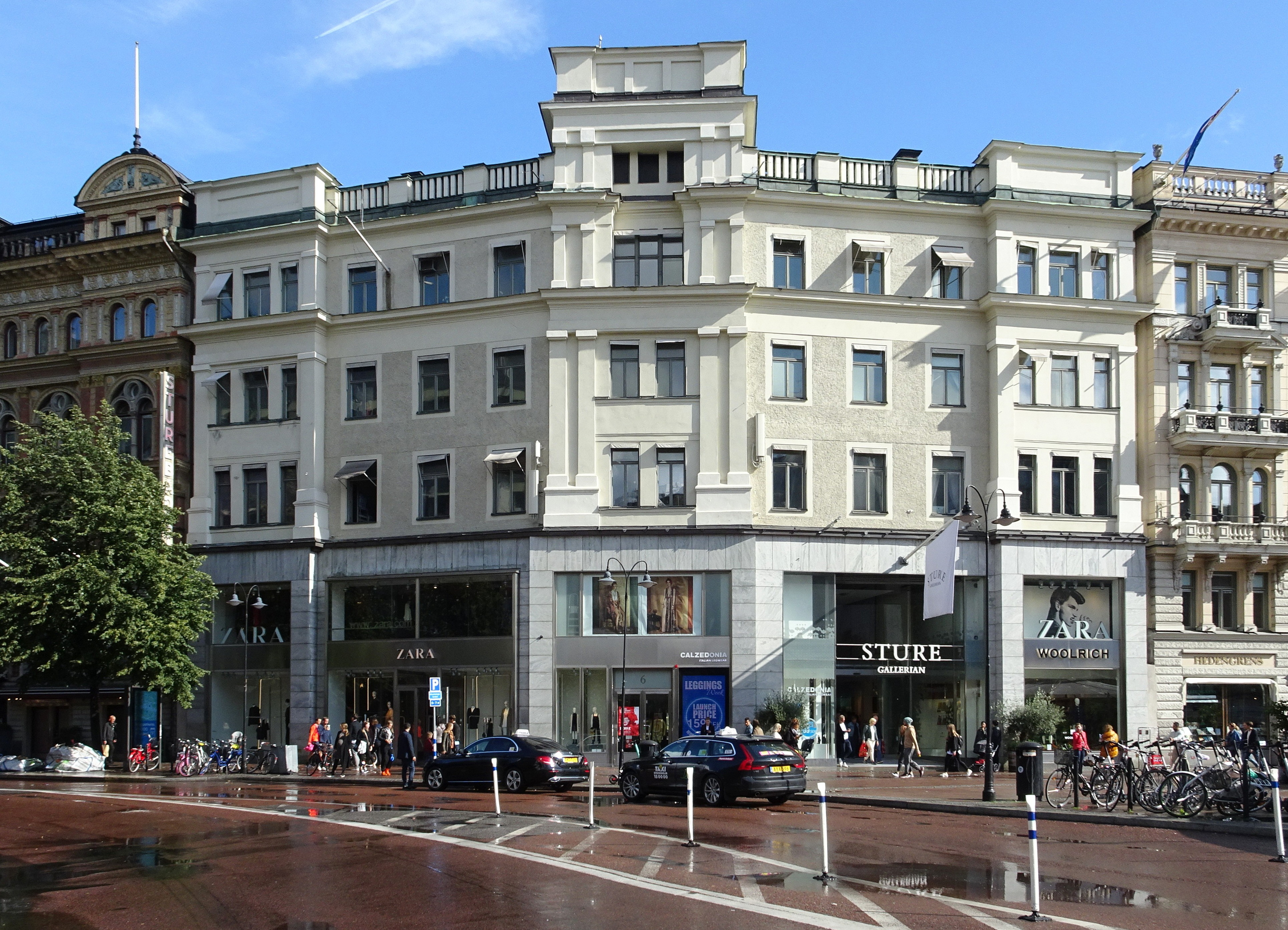
Bångska palatset i september 2019.

Bångska palatset (fastigheten Sperlingens Backe 36) är en byggnad i kvarteret Sperlingens backe vid brytningspunkten Sturegatan och Stureplan i Stockholm. Adressen är Stureplan nr 6.

## Historia

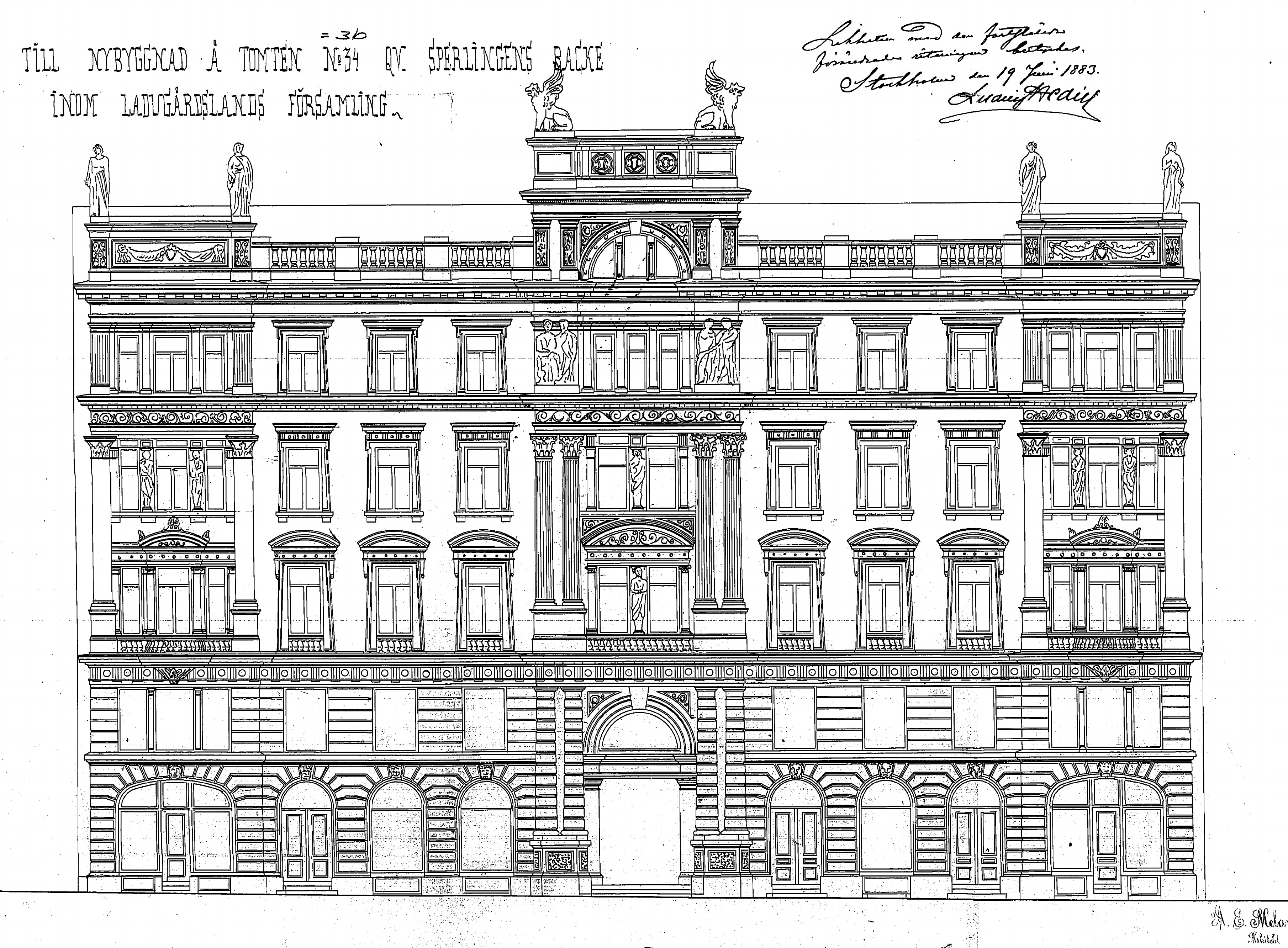
Melanders fasadritning från 1883.

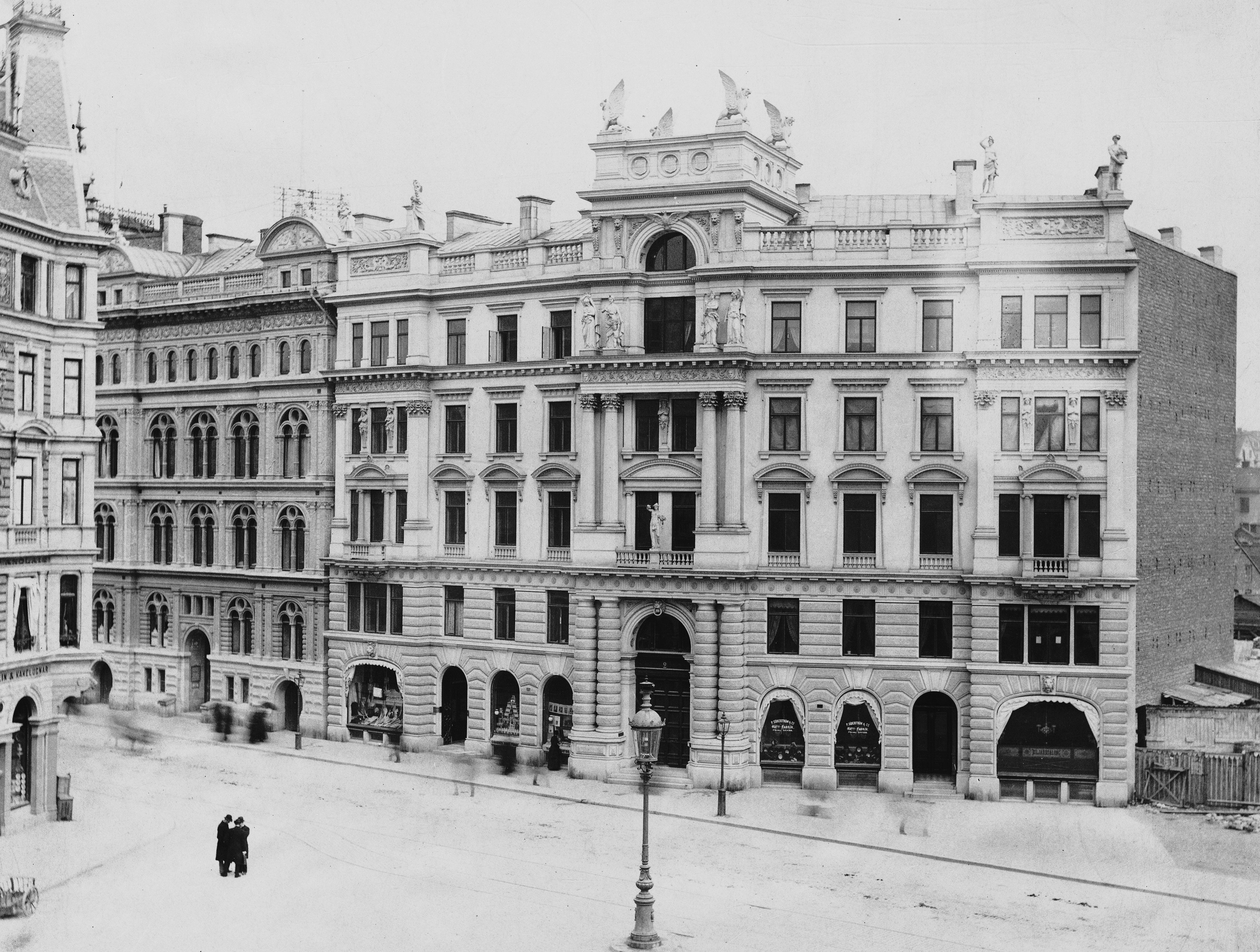
Bångska palatset 1884.

Huset ritades 1883 av arkitekt Adolf Emil Melander på uppdrag av brukspatron Johan August Bång. Det utformades som hyreshus med stora paradvåningar och butiker i bottenvåningen.
Byggnaden rönte stor uppmärksamhet vid färdigställandet och ansågs vara ett mästerverk för sin rikt artikulerade fasad i stram nyrenässans men även på grund av att fasaden är delad i två vinklar vilket Melander löste genom att i putsdekoren göra vertikala markeringar. Mittpartiets portal gick genom två våningar och ovanför denna stod korintiska kolossalkolonner. Byggnaden pryddes även av antal skulpturer av skulptören Carl Johan Dyfverman, bland annat sfinxliknande symboler för de fyra årstiderna på mittpartiets krön samt kvinnogestalter representerande natten-morgonen och dagen-aftonen.
På 1950-talet hyvlades all dekor från fasaden och en av Stockholms viktigaste fasader från 1880-talet försvann. Kvar fanns länge en renrakad fasadvägg med neonreklam. Bångska palatsets läge gjorde att man såg fasaden över hela Stureplan, en bit in på Birger Jarlsgatan och längs hela Kungsgatan. Det var på 1960-talet Sveriges dyraste reklamplats och en fastighetsägare med fyra till fem skyltar på fasaden kunde få in en årshyra på runt 50 000 kronor.

## Neonreklam

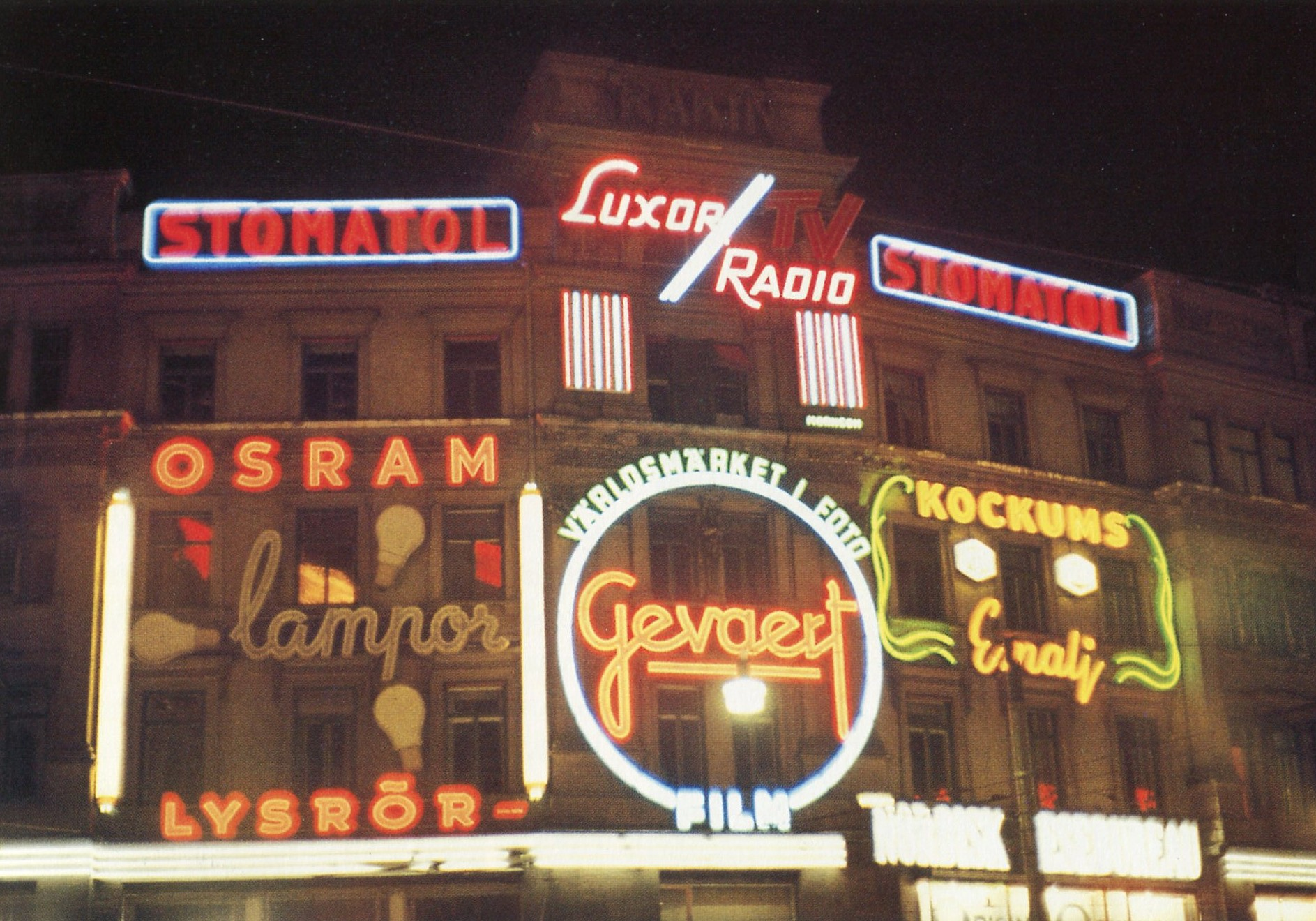
Osram-skylten och Gevaert-skylten.

På 1950-talet var fasaden för Bångska palatset formligen tapetserad med neonreklam. En av de större skyltarna var Gevaert-skylten som gjorde reklam för Världsmärket i Foto - Gevaert -film. Skylten hade konstruerats och tillverkats av Ruben Morne genom dennes företag Morneon. Skylten sträckte sig över två våningars höjd (cirka sju meter). Till vänster om Gevaert-skylten satt Osram-skylten, en av Sveriges första “skrivande” skyltar som invigdes 1952. Även Stomatol, Luxor Radio och Kockums emalj var representerade på denna attraktiva reklamplats. 

## Återställning av fasaderna
År 2005 återskapades dock en del av husets fasad när huset inkorporerades i Sturegallerian. Huvudentrén till gallerian går numera genom huset. Idag (2010) finns ingen reklam längre på Bångska palatset, bortsett från några enstaka ljusskyltar i höjd med bottenvåningen.  I samband med omdaningen av Sturegallerian som ägaren ADIA vill genomföra kommer fasaden att återställas till utseendet den hade på 1800-talet, inklusive de figurativa skulpturerna.